# 모하치구

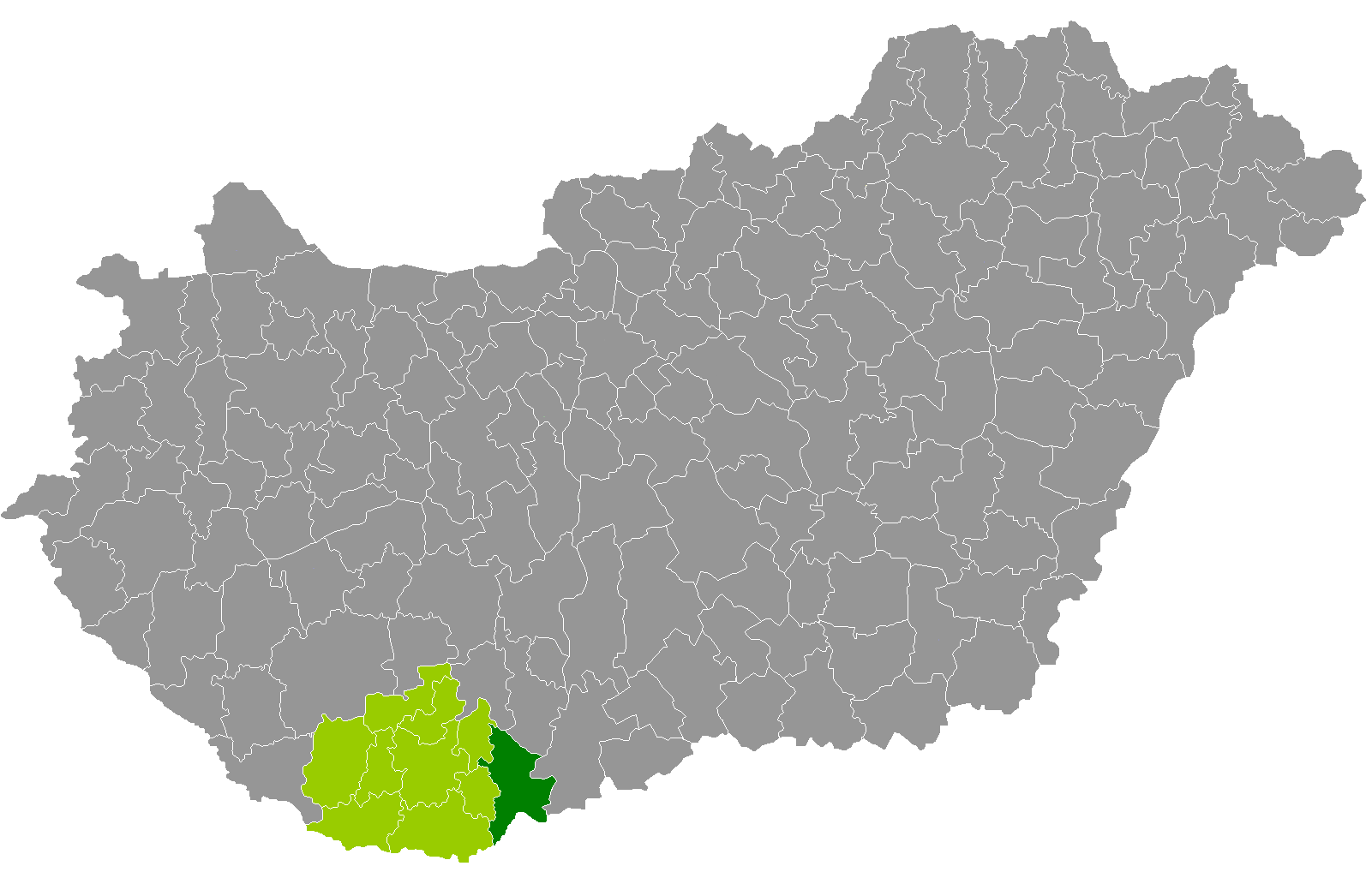
버러녀주 지도에 표시된 모하치구의 위치

모하치구(헝가리어: Mohácsi járás)는 헝가리 버러녀주에 위치한 구로 구청 소재지는 모하치이며 면적은 600.98km2, 인구는 35,164명(2011년 기준), 인구 밀도는 59명/km2이다.
서쪽으로는 시클로시구, 보이구, 페치바러드구, 북쪽으로는 톨너주 보니하드구, 섹사르드구, 동쪽으로는 바치키슈쿤주 버여구와 접하며 남쪽으로는 크로아티아와 국경을 접한다. 26개 지방 자치체(1개 시, 25개 마을)를 관할한다.

구 문장